# 奥地利国徽
奥地利共和国国徽是自1945年奥地利从纳粹德国解放后所使用的国徽。原第一次世界大战前奥匈帝国的双头鹰被代表奥地利的单头黑鹰而代替。断裂的铁链代表着1945年奥地利重获自由。锤头与镰刀分别象征着组成奥地利的两大阶级，工人与农民。

## 1918年首次提出的塔徽

曾被建议为国徽的塔徽

1918年10月31日，德意志奥地利共和国宣告成立。国务委员会商定了共和国的三色国旗（红-白-红），以及由总理卡尔·伦纳亲自设计的新国徽。由于第一次世界大战后的和平谈判需要印章，因此国徽设计得非常仓促。国徽由一座黑色塔代表资产阶级，两把交叉的红色锤子代表工人，金色麦穗花环代表农民。特意选择黑色、红色和金色，因为它们是德国的国旗颜色，这三种颜色与德意志共和国相关（而不是红色、白色和黑色），此三色于1778年首次在德国领土上出现。
然而，新的纹章方案遭到了阿道夫·路斯（Adolf Loos）和纹章学家等人的强烈批评，最终被撤回；他们认为该方案与商业广告过于相似。1919年5月8日，部长会议决定用雄鹰取代塔徽。

## 參见
- 奥地利国旗
- 奥地利